# Grytøya
Grytøya is een eiland in de provincie Troms in Noorwegen. Het eiland maakt sinds 2013 in zijn geheel deel uit van de gemeente Harstad. Tot 2013 was de noordelijke helft deel van de gemeente Bjarkøy die bij Harstad is gevoegd.
Grytøya heeft geen vaste oeververbinding. Vanaf het dorp Bjørnå is er een veerverbinding naar Storness op Hinnøya en vanaf Fenes gaat een veerboot naar Bjarkøy.